# Модель XL (1+1)
Модель XL — українське модельне реаліті-шоу, що транслювалося на телеканалі «1+1».

## Про проект
Учасницями проекту стають жінки, які мріють стати фешн-моделями категорії plus-size і згідно з умовами шоу 10 дівчат відібраних дівчат повинні пройти ряд випробувань, зокрема позувати перед камерами і численними глядачами, дефілювати на подіумі, з'являтися в різних образах і ефектно представляти себе. Переможниця отримує можливість з'явитися на обкладинці популярного глянцевого українського журналу, а також стати обличчям нової колекції дизайнера Андре Тана.
Перший сезон проходив у 2017 році. Зокрема у шостому випуску для Марії Павлюк, Рими Пенджіева, Ольги Євси, Вікторії Щелко, Олесі Пріт і Аліси Дубровської журі приготувало завдання — зйомки в кліпі на пісню «Атятя» групи MOZGI з Потапом. Переможцем першого сезону була обрана Марія Павлюк, а на початку 2018 року було оголошено про кастинг на другий сезон.

## Судді
| Журі            | Сезон    | Сезон    |
| Журі            | 1 (2017) | 2 (2018) |
| --------------- | -------- | -------- |
| Катерина Осадча | Ведуча   | Ведуча   |
| Влад Яма        | Журі     |          |
| Тетяна Мацкевич | Журі     | Журі     |
| Андре Тан       | Журі     | Журі     |
| Богдан Юсипчук  |          | Журі     |

## Сезони
| Сезон | Період трансляції                              | Переможниця   | Фіналістки                   | Вибули | Кількість учасниць | Ведуча          | Журі           | Журі            | Журі      | Зйомки  |
| Сезон | Період трансляції                              | Переможниця   | Фіналістки                   | Вибули | Кількість учасниць | Ведуча          | 1              | 2               | 3         | Зйомки  |
| ----- | ---------------------------------------------- | ------------- | ---------------------------- | --- | ------------------ | --------------- | -------------- | --------------- | --------- | ------- |
| 1     | З 31 жовтня 2017 рік — по 19 грудня 2017 рік   | Марія Павлюк  | Ріма Пенджієва, Олеся Прит   | Аліса Дубровська, Вікторія Щелко, Ольга Євса, Ірина Купчак, Ірина Демчук, Анна Секацька, Катерина Рибакова.                                                                                               | 10                 | Катерина Осадча | Влад Яма       | Тетяна Мацкевич | Андре Тан | Україна |
| 2     | З 4 вересня 2018 рік — по 6 листопада 2018 рік | Наталя Петрик | Анна Логвінова, Ірина Стішок | Анна Верьовкіна, Катерина Ващук, Катерина Хилинська, Дарина Чепкова, Анна Смірнова, Наїна Одинець, Анна Резніченко, Вікторія Сковоронська, Анна Грищенко, Міла Кузнецова, Діана Соболєва, Мілена Дімітрі. | 15                 | Катерина Осадча | Богдан Юсипчук | Тетяна Мацкевич | Андре Тан | Україна |
| 3     | З ТВА 2019 рік — по ТВА 2019 рік               | ТВА           | ТВА, ТВА                     | ТВА | 20                 | Катерина Осадча | Богдан Юсипчук | Тетяна Мацкевич | Андре Тан | Україна |

## 1 сезон
| Учасниця          | Рідне місто           | Вік | Зріст   | Параметри  | Місце |
| ----------------- | --------------------- | --- | ------- | ---------- | ----- |
| Марія Павлюк      | Івано-Франківськ      | 21  | 1.75 м. | 105-82-113 | 1     |
| Ріма Пенджієва    | Київ                  | 34  | 1.79 м. | 120-90-120 | 2     |
| Олеся Прит        | Рівне                 | 25  | 1.75 м. | 104-83-105 | 3     |
| Аліса Дубровська  | Харків                | 21  | 1.78 м. | 100-87-110 | 4     |
| Вікторія Щелко    | Київ                  | 28  | 1.73 м. | 110-76-108 | 5     |
| Ольга Євса        | Ребедайлівка          | 21  | 1.81 м. | 110-78-109 | 6     |
| Ірина Купчак      | Чернівці              | 20  | 1.70 м. | 102-88-110 | 7     |
| Ірина Демчук      | Київ                  | 23  | 1.71 м. | 114-88-114 | 8     |
| Анна Секацька     | Могильов              | 24  | 1.70 м. | 98-74-105  | 9     |
| Катерина Рибакова | Кам'янець-Подільський | 19  | 1.75 м. | 105-74-105 | 10    |

### Випуски
| Учасниці          | Ефір             | Ефір             | Ефір             | Ефір             | Ефір             | Ефір             | Ефір             | Ефір             |
| Учасниці          | 1-й вип. (31.10) | 2-й вип. (07.11) | 3-й вип. (14.11) | 4-й вип. (21.11) | 5-й вип. (28.11) | 6-й вип. (05.12) | 7-й вип. (12.12) | 8-й вип. (19.12) |
| ----------------- | ---------------- | ---------------- | ---------------- | ---------------- | ---------------- | ---------------- | ---------------- | ---------------- |
| Марія Павлюк      | Кастинг          | Кастинг          | Кастинг          | Пройшла          | Пройшла          | Пройшла          | Пройшла          | Переможниця      |
| Ріма Пенджієва    | Кастинг          | Кастинг          | Кастинг          | Пройшла          | Номінація        | Пройшла          | Пройшла          | 2 місце          |
| Олеся Прит        | Кастинг          | Кастинг          | Кастинг          | Пройшла          | Пройшла          | Пройшла          | Номінація        | 3 місце          |
| Аліса Дубровська  | Кастинг          | Кастинг          | Кастинг          | Номінація        | Пройшла          | Пройшла          | Вибула           |                  |
| Вікторія Щелко    | Кастинг          | Кастинг          | Кастинг          | Пройшла          | Пройшла          | Номінація        | Вибула           |                  |
| Ольга Євса        | Кастинг          | Кастинг          | Кастинг          | Пройшла          | Номінація        | Вибула           |                  |                  |
| Ірина Купчак      | Кастинг          | Кастинг          | Кастинг          | Пройшла          | Вибула           |                  |                  |                  |
| Ірина Демчук      | Кастинг          | Кастинг          | Кастинг          | Номінація        | Вибула           |                  |                  |                  |
| Анна Секацька     | Кастинг          | Кастинг          | Кастинг          | Вибула           |                  |                  |                  |                  |
| Катерина Рибакова | Кастинг          | Кастинг          | Кастинг          | Вибула           |                  |                  |                  |                  |

## 2 сезон
| Учасниця              | Рідне місто | Вік | Зріст | Параметри | Місце |
| --------------------- | ----------- | --- | ----- | --------- | ----- |
| Наталя Петрик         | Львів       | 23  | ТВА   | ТВА       | 1     |
| Анна Логвінова        | Київ        | 23  | ТВА   | ТВА       | 2     |
| Ірина Стішок          | Жмеринка    | 21  | ТВА   | ТВА       | 3     |
| Анна Верьовкіна       | Вінниця     | 21  | ТВА   | ТВА       | 4     |
| Катерина Ващук        | Ковель      | 18  | ТВА   | ТВА       | 5     |
| Катерина Хилинська    | Арциз       | 19  | ТВА   | ТВА       | 6     |
| Дарина Чепкова        | Миколаїв    | 31  | ТВА   | ТВА       | 7     |
| Анна Смірнова         | Київ        | 23  | ТВА   | ТВА       | 8     |
| Наїна Одинець         | Мінськ      | 23  | ТВА   | ТВА       | 9     |
| Анна Резніченко       | Львів       | 25  | ТВА   | ТВА       | 10    |
| Вікторія Сковоронська | Дніпро      | 25  | ТВА   | ТВА       | 11    |
| Анна Грищенко         | Київ        | 30  | ТВА   | ТВА       | 12    |
| Міла Кузнецова        | Київ        | 31  | ТВА   | ТВА       | 13    |
| Діана Соболєва        | Київ        | 19  | ТВА   | ТВА       | 14    |
| Мілена Дімітрі        | Іллічівськ  | 20  | ТВА   | ТВА       | 15    |

### Випуски
| Наталя Петрик             | Кастинг | Кастинг | Кастинг | Пройшла   | Номінація | Номінація | Пройшла   | Найкраща  | Найкраща  | Номінація | Пройшла   | Найкраща  | Переможниця |  |
| Анна Логвінова            | Кастинг | Кастинг | Кастинг | Пройшла   | Пройшла   | Пройшла   | Пройшла   | Пройшла   | Пройшла   | Пройшла   | Пройшла   | Пройшла   | 2 місце     |  |
| Ірина Стішок              | Кастинг | Кастинг | Кастинг | Найкраща  | Номінація | Пройшла   | Пройшла   | Пройшла   | Номінація | Номінація | Пройшла   | Номінація | 3 місце     |  |
| Анна Верьовкіна           | Кастинг | Кастинг | Кастинг | Пройшла   | Пройшла   | Найкраща  | Імунітет  | Номінація | Пройшла   | Номінація | Номінація | Вибула    |             |  |
| Катерина Ващук            | Кастинг | Кастинг | Кастинг | Номінація | Найкраща  | Пройшла   | Пройшла   | Номінація | Номінація | Пройшла   | Вибула    |           |             |  |
| Катерина (Фура) Хилинська | Кастинг | Кастинг | Кастинг | Пройшла   | Пройшла   | Імунітет  | Пройшла   | Пройшла   | Вибула    |           |           |           |             |  |
| Дарина Чепкова            | Кастинг | Кастинг | Кастинг | Пройшла   | Найкраща  | Пройшла   | Номінація | Вибула    |           |           |           |           |             |  |
| Анна Смірнова             | Кастинг | Кастинг | Кастинг | Пройшла   | Пройшла   | Номінація | Вибула    |           |           |           |           |           |             |  |
| Наїна Одинець             | Кастинг | Кастинг | Кастинг | Пройшла   | Пройшла   | Вибула    |           |           |           |           |           |           |             |  |
| Анна Резніченко           | Кастинг | Кастинг | Кастинг | Пройшла   | Пройшла   | Вибула    |           |           |           |           |           |           |             |  |
| Вікторія Сковоронська     | Кастинг | Кастинг | Кастинг | Номінація | Вибула    |           |           |           |           |           |           |           |             |  |
| Анна (Тріша) Грищенко     | Кастинг | Кастинг | Кастинг | Пройшла   | Вибула    |           |           |           |           |           |           |           |             |  |
| Міла Кузнецова            | Кастинг | Кастинг | Кастинг | Вибула    |           |           |           |           |           |           |           |           |             |  |
| Діана Соболєва            | Кастинг | Кастинг | Кастинг | Вибула    |           |           |           |           |           |           |           |           |             |  |
| Мілена Дімітрі            | Кастинг | Кастинг | Кастинг | Вибула    |           |           |           |           |           |           |           |           |             |  |